# Joan Vila i Triadú
Joan Vila i Triadú (Barcelona, 1961) és un periodista català. És professor de comunicació audiovisual a la Universitat Autònoma de Barcelona i cap de continguts de l'empresa de projectes culturals Reunió de Papaia. Ha treballat a Gavà TV, Barcelona TV, TVE Catalunya i El Temps. El 2008 va ser nomenat director general de l'empresa Comunicàlia, en substitució de Josep Maria Torrent. Va presidir el Grup de Periodistes Ramon Barnils entre 2009 i 2011. El 2014 va ser membre impulsor del mitjà especialitzat en periodisme d'investigació Crític.